# Éric Deflandre
Éric Deflandre (født 2. august 1973 i Liège, Belgien) er en tidligere belgisk fodboldspiller (højre back).
Hans klubkarriere blev primært tilbragt i hjemlandet, hvor han blandt andet havde succesfulde ophold hos Club Brugge og Standard Liège. Med Brugge var han i 1998 med til at vinde det belgiske mesterskab. Han tilbragte også fire sæsoner hos Olympique Lyon i den franske Ligue 1, hvor han var med til at vinde hele tre mesterskaber.
Deflandre spillede desuden 57 kampe for det belgiske landshold. Han var med på det belgiske hold ved både VM i 1998 og VM i 2002. Ved 1998-slutrunden spillede han i alle belgiernes tre gruppekampe, mens han i 2002 kun var på banen i en enkelt. Han deltog også ved EM i 2000 på hjemmebane.